# Omega (Coventry)
Omega is historisch merk van motorfietsen.
W.J. Green Ltd., Coventry (1914 - 1916 en 1919 - 1927).
Green was verbonden aan het merk Premier in Coventry. In 1914 richtte hij zijn eigen merk Omega op. Hij maakte motorfietsen met eigen 170-, 255- en 340 cc tweetaktmotoren, maar maakte in 1916 ook een 2,75 pk-model met JAP-viertaktmotor, dat mogelijk niet meer in productie kwam, want in dat jaar werd - vanwege het uitbreken van de Eerste Wereldoorlog - de productie tijdelijk beëindigd.
Na een verhuizing verscheen het merk in 1919 weer op de markt, dit keer met drie verschillende modellen, die allemaal waren voorzien van een 293 cc JAP-motor. In 1920 verhuisde men weer (naar Swan Lane in Coventry) en men ging veel verschillende modellen ontwikkelen, met motorblokken van Barr & Stroud, Bradshaw en Blackburne.
Een model met een 269 cc Villiers-tweetaktmotor, die ook als zijspancombinatie leverbaar was, kreeg de naam "Omegette".
In 1922 maakte men zelfs vijf modellen met een zelf ontworpen 350 cc-tweetaktblok.
In de jaren hierna bleef Green steeds vernieuwde modellen, ook met nieuwe frames en wisselende voorvorken, produceren. Een topmodel was de 680 cc JAP-v-twin uit 1927, het jaar dat de firma Omega de productie definitief stopte.
- Er waren nog meer merken met de naam Omega, zie Omega (Brussel) - Omega (Bradshaw) - Omega (Frankrijk) - Omega (North Hollywood) - Omega (Wolverhampton)